# 朵洛西·布利斯
朵洛西·伊莉莎白·布利斯（英語：Dorothy Elizabeth Bliss，1916年2月13日—1987年12月26日）是一名美國動物學家，也是美國自然史博物館無脊椎動物館館長。她是甲殼動物激素控制領域的先驅。她是十卷本《甲殼動物生物學》（The Biology of Crustacea）叢書的主編，也是廣受歡迎的《蝦子、龍蝦和螃蟹》（Shrimps, Lobsters and Crabs）一書的作者。她曾擔任美國動物學家學會主席，也是美國科學促進會的會員。

## 早年生活和教育
布利斯於1916年2月13日出生於羅德島州克兰斯顿，父母是奧維爾·塞耶（Orville Thayer）和索菲亞·托法姆·布利斯（Sophia Topham Bliss）。她曾就讀於布朗大學彭布羅克學院，1937年獲得學士學位，1942年獲得碩士學位。1942年至1949年，她在麻薩諸塞州米爾頓學院任教；1947年至1951年，她在拉德克利夫學院擔任教學研究員，同時在約翰·威爾許實驗室從事博士研究。她的畢業論文研究重點是側身地蟹眼柄中的神經和荷爾蒙結構，在她的職業生涯中，她一直在實驗室和野外研究該物種。1952年，她於拉德克利夫學院獲得博士學位，並擔任研究員直到1955年。

## 職業生涯
1956年，布利斯進入紐約美國自然史博物館，擔任無脊椎動物助理館長，1962年成為副館長，1967年成為館長。1974年至1977年，她擔任化石和活體無脊椎動物部主席。她於1980年退休，1987年成為名譽館長。布利斯也曾擔任多個教學職位，包括阿爾伯特·愛因斯坦醫學院解剖學教授（1956年—1964年）、紐約市立大學兼職生物學教授（1971年—1980年）和羅德島大學兼職動物學教授（1980年—1987年）。
布利斯是甲殼動物激素控制領域的先驅。她是最早確定X-器官-竇腺複合體在荷爾蒙分泌中的作用的人之一。她在佛羅里達州、百慕達和比米尼進行關於蛻皮、鹽和水平衡的實驗室研究和實地研究，研究陸蟹穴居和產卵以及不同物種分佈的濕度影響等方面。她發表了40多篇科學論文，並擔任《甲殼動物生物學》（學術出版社）的主編，該書從1977年開始出版，一直到1986年，共10卷。
她是多家雜誌的編委，包括《美國動物學家》、《策展人》、《實驗動物學雜誌》、《普通與比較內分泌學》以及科普雜誌《自然歷史》。
1982年，她出版了一本面向大眾的書《蝦、龍蝦和螃蟹》（新世紀出版社）。1990年，該書由哥倫比亞大學出版社再版，並增加新的介紹。1972年，她獲得布朗大學榮譽科學博士。1983年，美國動物學家學會年會為她和無脊椎動物學家劉易斯·克萊因霍爾茨（Lewis Kleinholz）舉辦了一場研討會。

## 晚年
布莉斯晚年居住於羅德島州韋克菲爾德。1987年12月26日，她因癌症在普洛威頓斯的羅德島醫院逝世，享年71歲。

## 外部連結
- 互联网档案馆中朵洛西·布利斯的作品或与之相关的作品
- Works by Dorothy Bliss （页面存档备份，存于） at Biodiversity Heritage Library